# Graham Stack
Graham Stack (Hampstead, 26 september 1981) is een Ierse voetbaldoelman.

## Arsenal
Stack kwam in de zomer van 1998 naar Arsenal en ondertekende zijn eerste profcontract in juli 2000. In het seizoen van 2001-02 werd Stack uitgeleend aan de Belgische club KSK Beveren samen met drie andere Arsenal spelers. In december 2001 haalde Stack het wereldnieuws: tijdens een wedstrijd van KSK Beveren tegen FC Antwerp, kwamen twee hooligans het veld opgelopen en bedreigde hem, waarop hij een van de hooligan een paar kloppen in het gezicht gaf en die neerging, waarna de oproerpolitie de hooligans arresteerde.
Zijn Arsenal-debuut kwam in een League Cup wedstrijd tegen Rotherham op 28 oktober 2003, een wedstrijd gewonnen met 9-8 na penalty's. Stack scoorde zelf in de penaltyreeks. Hij speelde bij Arsenal in vijf competitiewedstrijden. Stack werd nadien uitgeleend aan Millwall FC voor het seizoen 2004-05. Bij zijn terugkeer werd hij uitgeleend aan Reading FC, aan het begin van het seizoen van 2005-06.

## Reading
Stack tekende op 30 december 2005 een twee-en-een-half-jarig contract bij Reading. Tijdens het seizoen 2005-06 had hij vier basisplaatsen in de League Cup en drie in de FA Cup. Op 27 oktober 2006 ging hij voor drie maanden naar Leeds United dat in het Championship (Engelse 2e klasse) uitkwam, de manager daar was Dennis Wise die eerder Stack onder zijn hoede had bij Millwall. De uitleenbeurt werd uiteindelijk verlengd tot het einde van het seizoen van 2006-07. Stack streed voor een basisplaats met Neil Sullivan, Tony Warner en Casper Ankergren maar Leeds degradeerde op einde van het seizoen.
Kort na zijn terugkeer naar Reading, werd Stack een maand uitgeleend aan Wolverhampton Wanderers, na een blessure van hun eerste doelman Matt Murray, dit werd later verlengd tot het einde van het seizoen van 2007-08.

## Plymouth Argyle
Toen Reading uiteindelijk degradeerde uit de Premier League ondertekende Stack een tweejarig contract bij Plymouth Argyle dat in het Championship uitkwam. Hij maakte zijn debuut voor Argyle op 9 augustus 2008 tegen Wolves. Op 27 november 2008 werd Stack voor de zesde maal in zijn carrière uitgeleend, ditmaal aan Blackpool. Na een maand keerde hij terug naar Plymouth zonder 1 match voor Blackpool gespeeld te hebben. Hij werd opnieuw uitgeleend, ditmaal aan Wolverhampton Wanderers waar hij in het seizoen 2007-08 ook al eens aan was uitgeleend door Arsenal. Plymouth ontbond het contract van Stack op 1 augustus 2009, hierdoor werd hij opnieuw een vrij speler.

## Hibernian
Op 24 juli 2009 meldde de krant The Scotsman dat Stack een tweejarige contract had getekend bij de Schotse club Hibernian. Hij maakte zijn debuut in de Schotse League Cup in de tweede ronde tegen Brechin, en behield zijn plaats voor de volgende SPL-wedstrijd tegen Celtic. Hij werd eerste doelman tijdens het begin van het seizoen 2009-10, maar door rugklachten verloor hij zijn basisplaats. Op 20 februari echter maakte hij zijn terugkeer in het eerste elftal tegen Motherwell, maar belandde opnieuw naast de ploeg toen hij een verwonding aan het oog opliep in april van datzelfde seizoen.
Hij maakte slechts één competitie verschijning in het begin van het seizoen 2010-11 doordat de rugklachten terug de kop opstaken. In februari 2011 veroverde Stack terug zijn plaats in het eerste team. De nieuwe manager Colin Calderwood besloot toen echter om een rotatiesysteem tussen zijn keepers toe te passen. Kort daarna liep Stack een schouderblessure op die een heelkundige ingreep noodzakelijk maakte. Ondanks deze tegenslag werd Stack zijn contract met een jaar verlengd in mei 2011. Stack speelde regelmatig tijdens het seizoen 2011-12 , maar liep een dijbeenblessure op tijdens de halve finale van de Schotse beker waardoor hij de vijf laatste SPL-wedstrijden en de finale van de Schotse bekerfinale 2012 miste. Stack verliet Hibernian op het einde van zijn contract in mei 2012.

## Barnet FC
Vanaf het seizoen 2012/2013 speelt Stack voor het Engelse Barnet FC uit Londen. In het seizoen 2013/2014 werd hij aanvoerder van het team, nadat Edgar Davids ontslag nam als speler/manager bij de club uit Noord-Londen.